# Вулиця Лікаря О. Богаєвського
Ву́лиця Лікаря О. Богає́вського — одна з вулиць Кременчука. Протяжність близько 1300 метрів. До 18 лютого 2016 року називалася вулицею 40-річчя Жовтня

## Розташування
Вулиця розташована в центральній частині міста, від межі з центром міста і тягнеться в сторону Щемилівки. Починається з проспекту Свободи та прямує на північний схід до Гранітної вул..
Проходить крізь такі вулиці (від початку до кінця):
- Івана Мазепи
- Софіївська
- Троїцька
- Сумська
- Червоний пров.

## Опис

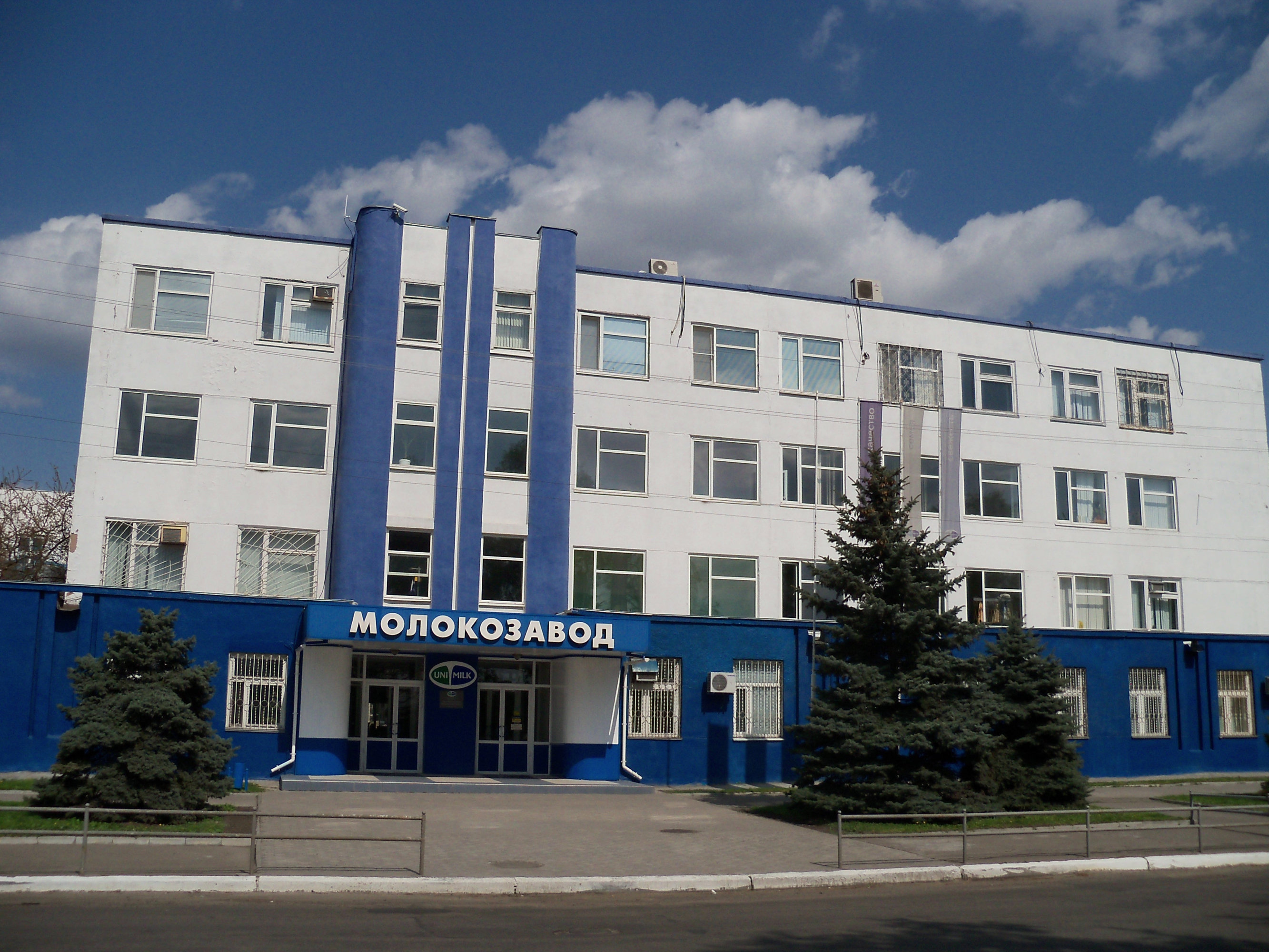
Кременчуцький молокозавод «Кремез». Прохідна заводу

Вулиця розташована в спальній частині міста. На початку та середині вулиці багатоповерхові будинки, далі зустрічаються приватні.

## Об'єкти
- Буд. № 2/7 — Взуттєве виробничо-торговельне об'єднання[4]
- Буд. № 4 — Казарми 35-го Брянського піхотного полку[2]
- Буд. № 10/30 — Виховна колонія[1]
- Буд. 14/69 — Молокозавод[3]